# 保定府

保定府在直隶省的位置（1820年）

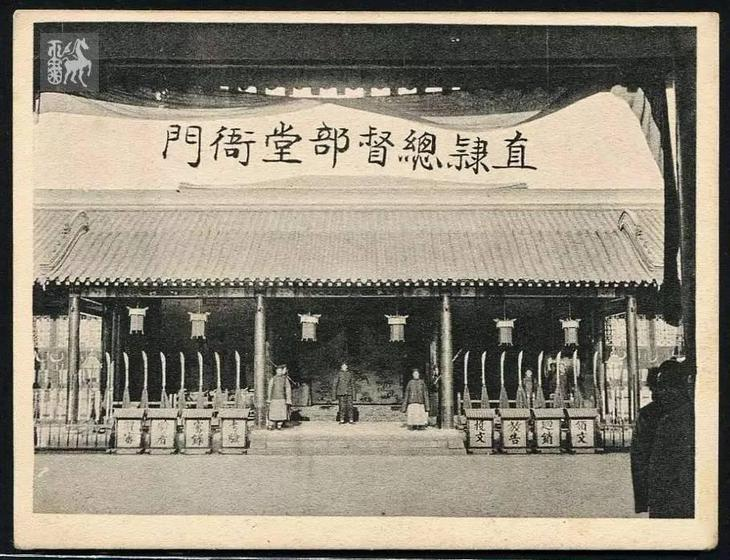
直隶总督署

保定府，明、清两代的府，洪武元年（1368年）改保定路置，治所在清苑县（即今河北省保定市莲池区），先属北平布政使司，靖难中改属平燕布政使司，靖难后改属北直隶京师。下辖：清苑、满城、安肃、定兴、新城、唐县、雄县、容城、庆都、博野、蠡县、完县等县和安州、易州、祁州三州，辖境相当今河北省太行山以东，潴龙河、唐河、拒马河之间，略小于今保定市的范围。
清沿置，为直隶总督驻地、直隶等處承宣布政使司駐地、直隶省治、清河道驻地。因雍正帝泰陵所在，而升易州为直隶州。民国初年，全国废府州厅改县，于1913年废，共开府545年。

## 外部連結
[在维基数据编辑]
 《欽定古今圖書集成·方輿彙編·職方典·保定府部》，出自陈梦雷《古今圖書集成》